# Puntlast

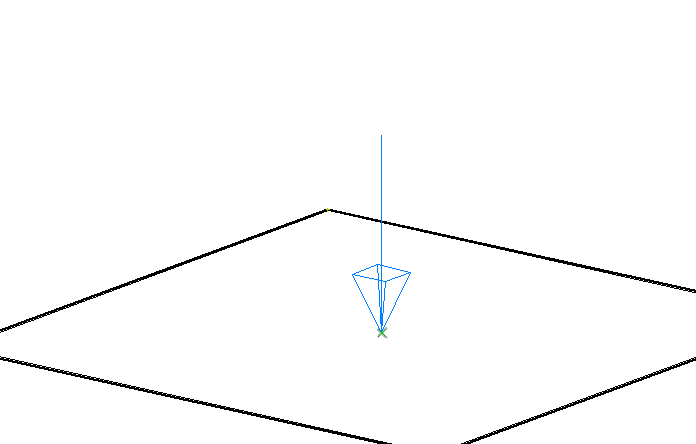
Puntlast op een plaat

Een puntlast is een belasting die aangrijpt op een constructiedeel, waarbij de oppervlakte van het aangrijpingsvlak klein is in verhouding tot het constructiedeel.
Puntlasten worden in een constructieberekening ingevoerd teneinde de optredende vervormingen en spanningen in de constructie te kunnen bepalen.
Voorbeelden van puntlasten zijn:
- een kolom op een plaat
- een persoon op een vloer
- de poten van een magazijnstelling op de vloer van het magazijn

Wanneer de spanningen in een plaat, onder invloed van de puntlast zodanig oplopen dat de punt door de plaat prikt, wordt gesproken over het doorponsen van de plaat.
statische belasting ·
dynamische belasting

permanente belasting · 
veranderlijke belasting · 
bijzondere belasting ·
momentane belasting

uiterste grenstoestand · 
bruikbaarheidsgrenstoestand ·
belastingsfactor

puntlast · 
lijnlast · 
vlaklast · 
verhinderde vervorming